# Alexander Löffler (Theologe)
Alexander Löffler SJ (* 1972 in Straßberg) ist ein dem Jesuitenorden angehörender deutscher römisch-katholischer Priester und Theologe.

## Leben
Nach dem Abitur 1991 am Technischen Gymnasium in Sigmaringen und dem Zivildienst 1991 in der ambulanten Krankenpflege in Konstanz studierte Löffler ab 1993 Philosophie und Theologie an der PTH Sankt Georgen. Nach der Eintritt 1996 in das Noviziat der Gesellschaft Jesu in Nürnberg studierte er ab 1999 Philosophie und Theologie an der LFU Innsbruck (2001 Lizentiat in Philosophie/2003 Magister in Theologie). Nach der Priesterweihe 2003 absolvierte er ab 2005 ein Aufbaustudium in Theologie an der KU Leuven (2007 Lizentiat in Theologie/2009 Promotion in Theologie). Nach dem Abschluss 2009 der SJ-Ausbildung in Weston (USA) und Kingston (Jamaika) und der Habilitation 2020 im Fach Fundamentaltheologie an der LFU Innsbruck ist er seit 2021 Professor für Fundamentaltheologie an der PTH Sankt Georgen in Frankfurt am Main.
Löfflers Forschungsschwerpunkte sind theologische Erkenntnislehre, Religions- und Offenbarungskritik, neuer Atheismus, Naturwissenschaft und Glaube, Theologie der Religionen, buddhistisch-christlicher Dialog und religiöse Mehrfachzugehörigkeit.

## Schriften (Auswahl)
- Religionstheologie auf dem Prüfstand. Jacques Dupuis im Dialog mit dem Zen-Meister Thich Nhat Hanh und dem Dalai Lama. Würzburg 2010, ISBN 978-3-429-03217-3.
- Jacques Dupuis. In: Biographisch-Bibliographisches Kirchenlexikon (BBKL). Band 29, Bautz, Nordhausen 2008, ISBN 978-3-88309-452-6, Sp. 348–370 (Artikel/Artikelanfang im Internet-Archive).